# Herbert Vaughan
Pour les articles homonymes, voir Vaughan.
Herbert Vaughan, né le 15 avril 1832 à Gloucester (Angleterre) et mort le 19 juin 1903 à Mill Hill (Londres), est un prêtre catholique et prélat anglais. Fondateur des Missionnaires de Mill Hill, et archevêque de Westminster en 1892 il est créé cardinal en 1893.

## Biographie

### Formation
Herbert Vaughan naît à Gloucester, fils aîné du lieutenant-colonel John Francis Vaughan, descendant d'une famille catholique anglaise ayant refusé d'abjurer sa foi (appelés récusants par les anglicans) originaire de Courtfield dans le Herefordshire. Sa mère, Eliza Rolls, née au château de Hendre (dans le Monmouthshire), est une catholique convertie de l'anglicanisme et extrêmement pieuse. La famille comprend cinq filles qui toutes deviennent religieuses, tandis que six des huit garçons deviennent prêtres, dont trois sont plus tard consacrés évêques en plus d'Herbert : Roger qui devint archevêque de Sydney en Australie ; Francis qui devint évêque de Menevia au Pays de Galles ; John  qui devint évêque in partibus de Sébastopolis-en-Arménie et évêque auxiliaire de Salford en Angleterre. Un quatrième, Bernard, est prêtre jésuite et prédicateur de renom.
En 1841 Herbert Vaughan, l'aîné, commença ses études de six ans au Stonyhurst College, puis les poursuivit au collège des Jésuites français en exil, à Brugelette en Belgique et enfin au collège bénédictin attaché à l'Abbaye de Downside, près de Bath, en Angleterre. En 1851, Vaughan partit pour Rome étudier à l'université grégorienne pendant deux ans, et devint disciple d'Henry Edward Manning qui s'était converti de l'anglicanisme au catholicisme et sera archevêque de Westminster en 1865.

### Carrière
(mai 2017).
Ordonné prêtre en 1854, il entre à la congrégation des Oblats de Saint-Charles, fondée par Mgr Manning. Il fonde en 1866 la Société des missionnaires de Saint-Joseph de Mill Hill, destinée à former et envoyer des missionnaires dans les colonies de l'Empire britannique et au Congo Belge.
Évêque de Salford en 1872, il succède à Mgr Manning au siège de Westminster en 1892. Cardinal en 1893, il est étroitement mêlé à la controverse concernant la validité et reconnaissance des ordinations anglicanes (en), qui se termine par Apostolicae curae (1896) de Léon XIII qui se refuse à reconnaître leur validité, puisque la continuité apostolique (ordination des évêques remontant au fil du temps jusqu'aux premiers temps de l'Église et aux apôtres) ne peut être prouvée à cause de la rupture due aux nominations anglicanes. Il est également actif au moment des débats parlementaires relatifs au vote de la loi de 1902 concernant la prise en charge par les contribuables de toutes les écoles primaires, même catholiques. On lui doit la construction de la cathédrale de Westminster en 1895, où il est inhumé.